# Parogulnius hypsigaster
Parogulnius hypsigaster là một loài nhện thuộc chi đơn loài Parogulnius trong họ Theridiosomatidae.